# Jesús Julián Lucendo
Jesús Julián Lucendo Heredia, deportivamente conocido como Lucendo (Pedro Muñoz, Ciudad Real, España, 19 de abril de 1970 es un entrenador y exjugador de fútbol andorrano de origen español.
Actualmente es el entrenador de la selección sub-19 de Andorra.

## Trayectoria
Lucendo llegó a jugar un único partido en las filas FC Barcelona al inicio de su carrera en 1989 con el apoyo del entrenador holandés Johan Cruyff contra el Valladolid. Dejó el Barcelona en 1990 para jugar en el Linense, donde permaneció durante una temporada. También perteneció al FC Andorra, Cartagena, Tremp y Don Pernil /Santa Coloma. En 2003 regresó al FC Andorra, donde se retiró como consecuencia de una lesión en la rodilla.

## Selección Andorrana
A pesar de ser español de nacimiento, Lucendo optó por jugar por la Selección de Andorra, donde debutó en 1996. Se hizo famoso en el partido contra Brasil, en vísperas de la Copa Mundial de Fútbol de 1998; el partido, celebrado en Francia, el país sede del Mundial, tuvo el centrocampista como atracción en virtud de su peso, considerado alto para un atleta. Hasta 2003, jugó 29 partidos por la Selección Andorrana, marcando 3 goles.